# Стадион имени Гвидо Анджелини
Стадион Гвидо Анджелини (бывший Санта-Филомена и Марручино) — главное многофункциональное спортивное сооружение города Кьети. Является домашним стадионом клуба Кьети.

## История
Стадион, названный в честь исторического президента СС Кьети Кальчо Гвидо Анджелини, был построен в 1969 году в нижней части города и официально открыт в 1970 году товарищеским матчем (судил Кончетто Ло Белло) против «Милана».
Стадион расположен в спортивном центре в районе Санта-Филомена, где есть несколько крытых арен, построенных для волейбола, баскетбола, мини-футбола, гандбола, а также травяное поле, на котором проводятся такие виды спорта, как регби и бейсбол.
После ремонта в 2006 году на стадионе была добавлена новая трибуна, названная в честь Эцио Вольпи, на которой разместились домашние болельщики. Вместимость стадиона утверждена на 9 007 мест, но после строительства новой кривой максимальная вместимость достигает 12 750 человек. На стадионе также есть ложа для прессы на 80 мест.